# Liste der Monuments historiques in Lannilis
Die Liste der Monuments historiques in Lannilis führt die Monuments historiques in der französischen Gemeinde Lannilis auf.

## Liste der Bauwerke
| Bezeichnung          | Beschreibung | Standort      | Kennzeichnung | Schutzstatus | Datum | Bild           |
| -------------------- | ------------ | ------------- | ------------- | ------------ | ----- | -------------- |
| Kapelle Notre-Dame   |              | Bergot (Lage) | PA00090061    | Inscrit      | 1976  |                |
| Château de Kérouartz | Schloss      | (Lage)        | PA00090062    | Inscrit      | 1926  | weitere Bilder |

## Liste der Objekte
- Monuments historiques (Objekte) in Lannilis in der Base Palissy des französischen Kultusministeriums